# Ibrahim Mahlab

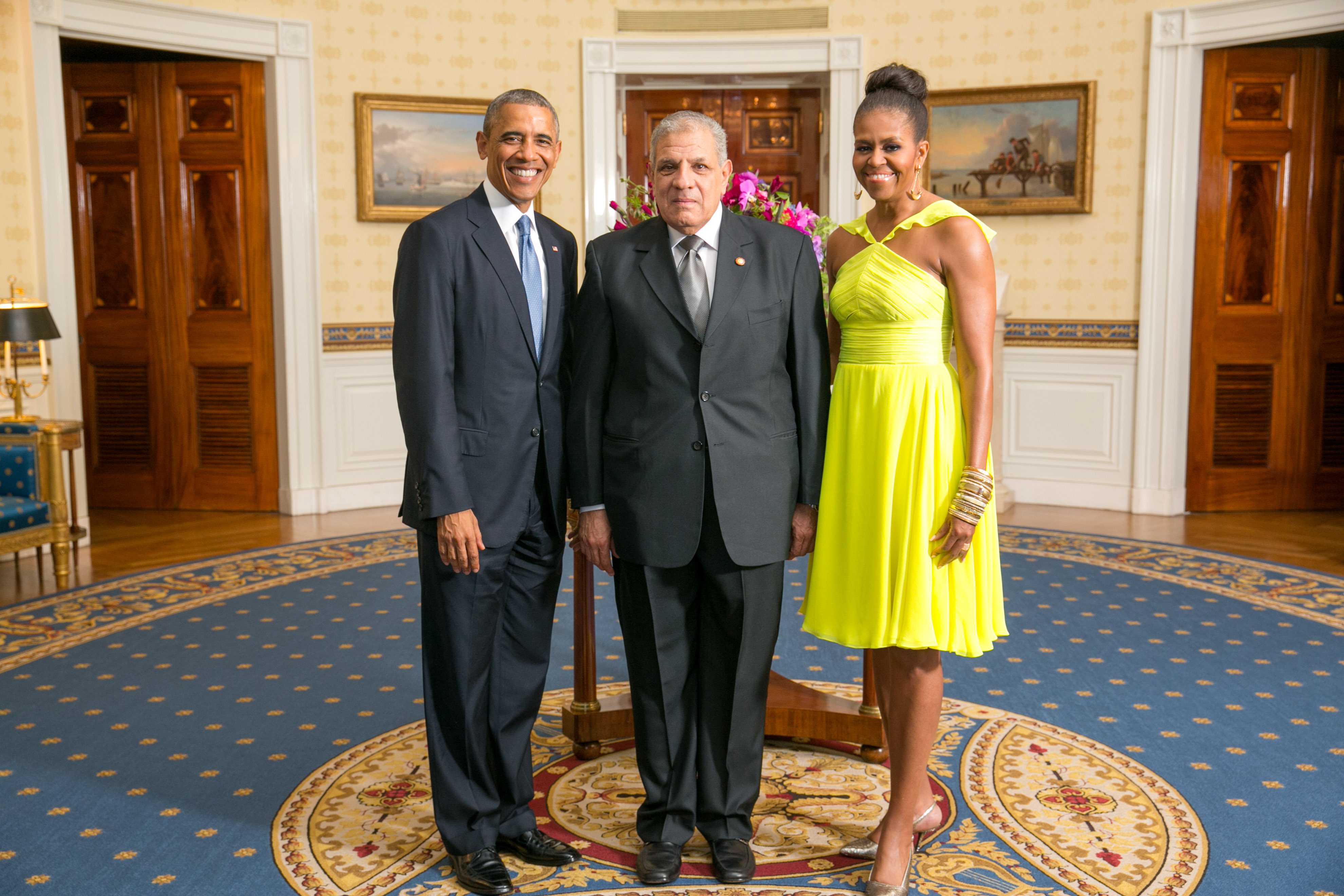
Ibrahim Mahlab z Barackiem Obamą i Michelle Obamą. (2014)

Ibrahim Mahlab (ar.: إبراهيم محلب, ur. 12 kwietnia 1949 w Kairze) – egipski przedsiębiorca i polityk, premier Egiptu od 1 marca 2014 do 19 września 2015.

## Życiorys
Z wykształcenia jest inżynierem budownictwa, do 1972 pracował w firmie Arab Constructors, dochodząc do stanowiska jej prezesa w 2001. Działał w Partii Narodowo-Demokratycznej, gdzie prawdopodobnie zasiadał w Wysokiej Radzie Politycznej, zajmującej się formułowaniem programu organizacji w sprawach społecznych, gospodarczych i politycznych. Od 2010 zasiadał w wyższej izbie parlamentu egipskiego.
Po zamachu stanu w Egipcie w lipcu 2013 wszedł do przejściowego rządu Hazima al-Biblawiego jako minister zakwaterowania, usług publicznych i rozwoju miast.
Na premiera Egiptu został desygnowany 25 lutego 2014 po nieoczekiwanej rezygnacji Hazima al-Biblawiego i całego jego gabinetu. Zapowiedział przywrócenie w Egipcie bezpieczeństwa i wewnętrznej stabilności oraz walkę z organizacjami terrorystycznymi, co ma przyciągnąć inwestorów zagranicznych.
Nominacja Mahlaba została przyjęta pozytywnie przez egipską elitę polityczną, ruch Tamarrud oraz przez media, opozycja zarzuca mu natomiast związki z krajową elitą biznesową oraz ze środowiskiem obalonego w 2011 autorytarnego prezydenta Husniego Mubaraka.
12 września 2015 premier Ibrahim Mahlab podał swój rząd do dymisji w związku z aferą korupcyjną w ministerstwie rolnictwa. Rezygnacja została przyjęta tego samego dnia przez prezydenta as-Sisiego.